# Édith Gérin
Pour les articles homonymes, voir Gérin.
Édith Gerin (12 août 1910 à Kuntzig - 2 mai 1997 à Paris 13e) est une photographe française.

## Biographie
Édith Gerin est née en 1910 en Lorraine annexée, près de Thionville, d’un père français et d’une mère d’origine allemande. Elle a passé son enfance et sa jeunesse dans le 18e arrondissement de Paris, boulevard Ornano. Après ses études secondaires au lycée Jules-Ferry, elle a suivi des études de droit qui l’ont menée au journalisme économique et social.
Elle n’a jamais pratiqué la photographie à titre professionnel. Ses premiers clichés ont été réalisés en Algérie dans les années trente. 
Ce n’est qu’après guerre, à nouveau en possession d’un appareil, qu’elle a recommencé à s’adonner à la photographie.
Habitant à l’époque sur la rive droite, non loin de la Seine, elle a surtout photographié le fleuve et les quais avec des ambiances de brume matinale ou des scènes de rue du centre de Paris. Ayant, à la suite de son mariage, déménagé sur la rive gauche, à la limite des 13e et 14e arrondissements, elle a promené son appareil entre le Quartier latin et le sud de capitale, alors en pleine mutation. Elle a ainsi immortalisé les quartiers Glacière-Arago-Gobelins avant les grandes rénovations des années 1960. Ne cherchant pas à faire œuvre de témoignage, elle s’est surtout attachée aux ambiances, aux éclairages, aux reflets sur les pavés mouillés. La présence de personnages demeure chez elle anecdotique, sous forme de silhouettes plutôt que comme objet d’étude. Elle s’est en effet toujours défendue d’avoir voulu faire de la photographie humaniste, sa sensibilité l’orientant essentiellement vers des atmosphères insolites ou poétiques. En 1946, elle adhère au Groupe des XV.
Au début des années 1950, elle a adhéré au Photo-club du Val de Bièvre qu’elle a fréquenté assidûment durant plus de 30 ans. Elle a pu alors participer à de nombreuses expositions en France et à l’étranger, ce qui lui a valu d’être être primée à plusieurs reprises. Ses œuvres ont été publiées dans les revues spécialisées de l’époque : Photo ciné revue, Noir et blanc… ou Point de vue images du monde qui, grâce à Albert Plecy, consacrait à l’époque la double page centrale à la photographie.
Durant ces années, ses activités professionnelles ne lui permettaient pas de s’éloigner longtemps de Paris et de ce fait elle a passé régulièrement ses vacances en Seine-et-Marne,  à Moret-sur-Loing, près de la forêt de Fontainebleau. Son second thème de prédilection a donc été cette forêt qu’elle a sillonnée à vélo, avec un intérêt particulier pour ses rochers aux formes fantastiques, ainsi que les bords de la Seine et du Loing. Elle s’est alors définie comme une paysagiste, dans la tradition des peintres impressionnistes.
Plusieurs ouvrages ont été réalisés par les Éditions du temps à partir de ses photographies : Fontainebleau (1967  et 1978) et Seine-et-Marne (1969).
Durant ses années d’activité professionnelle, elle n’a pu voyager qu’en France et en Europe. Elle a séjourné régulièrement dans l’Aude et sa région ce qui lui a permis d’illustrer deux éditions de Terres cathares (Éditions du temps, 1977 et 1987) et dans les Alpes, qu’elle a aussi abondamment photographiées.
Une fois à la retraite, elle a pu entreprendre des expéditions plus lointaines : la Grèce, l’Italie et la Sicile, l’Égypte, Israël, le Maroc, l’Algérie à deux reprises sur les traces de son premier séjour d’avant-guerre… Elle a rapporté de ces voyages de nombreuses photographies encore peu connues.
Ce n’est que dans les années 1980 qu’elle a sorti des tiroirs et commencé à exploiter plus méthodiquement ses clichés du Paris ancien. Le cinéaste Jean-Charles Tacchella les a largement exploités pour le générique et le décor du film Travelling avant, sorti en 1987.
Dans les années 1990, certaines de ses photographies ont été présentées lors d’expositions sur la photographie humaniste (Bibliothèque historique de la ville de Paris, 1992) et ont illustré plusieurs livres : Paris perdu (1991), Je me souviens du 13e arrondissement (1995), Paris des photographes. Les Parisiens (1996).
Elle a également fait partie des huit photographes représentant la photographie humaniste à l’occasion d’échanges franco-italiens (exposition à Naples et aux rencontres d’Arles en 1993 et 1994).
Durant sa carrière, elle a fait l’objet de plusieurs expositions personnelles à Paris, Bièvres, Fontainebleau, dans des centres culturels de la région parisienne et dans des galeries spécialisées. 
De nombreuses cartes postales et 8 posters ont été réalisés à partir de vues du Paris ancien et moderne.

## Collections
- Bibliothèque nationale de France
- MNAM Centre Georges-Pompidou
- Bibliothèque historique de la Ville de Paris
- Musée Carnavalet
- Bibliothèque Marguerite-Durand
- Musée de la photographie à Bièvres
- New Orleans Museum of Art

## Expositions
- 2007-2008, BNF